# Янтуру
Янтуру, Янтуруз — гора высотой 343 м на побережье Крыма, в 2,5 км к северо-востоку от села Рыбачье (Алуштинский городской Совет). Главная вершина — Янтуруз 343 м, юго-западнее её отрог Япул-Бурун 328 м. Северо-западнее в 1.8 км гора Нетру-Бурун. Район лесошиблякового субсредиземноморского пояса. На юго-восточном склоне - заповедная можжевеловая роща, ботанический заказник республиканского значения Канака, основан в 1987 году. Угодья Приветненского лесничества. Ниже, в устье балки Канака, одноименный курорт. Панорамная лесная вершина, на склонах активно проявляется водная эрозия, формируются многочисленные овраги и балки. Верхняя пологая часть на западной половине виноградники, на восточной искусственные посадки сосны на террасированных склонах. По склонам и почти до вершины горы в настоящее время проходит серпантин шоссе 35К-005 из города Алушта в Судак.

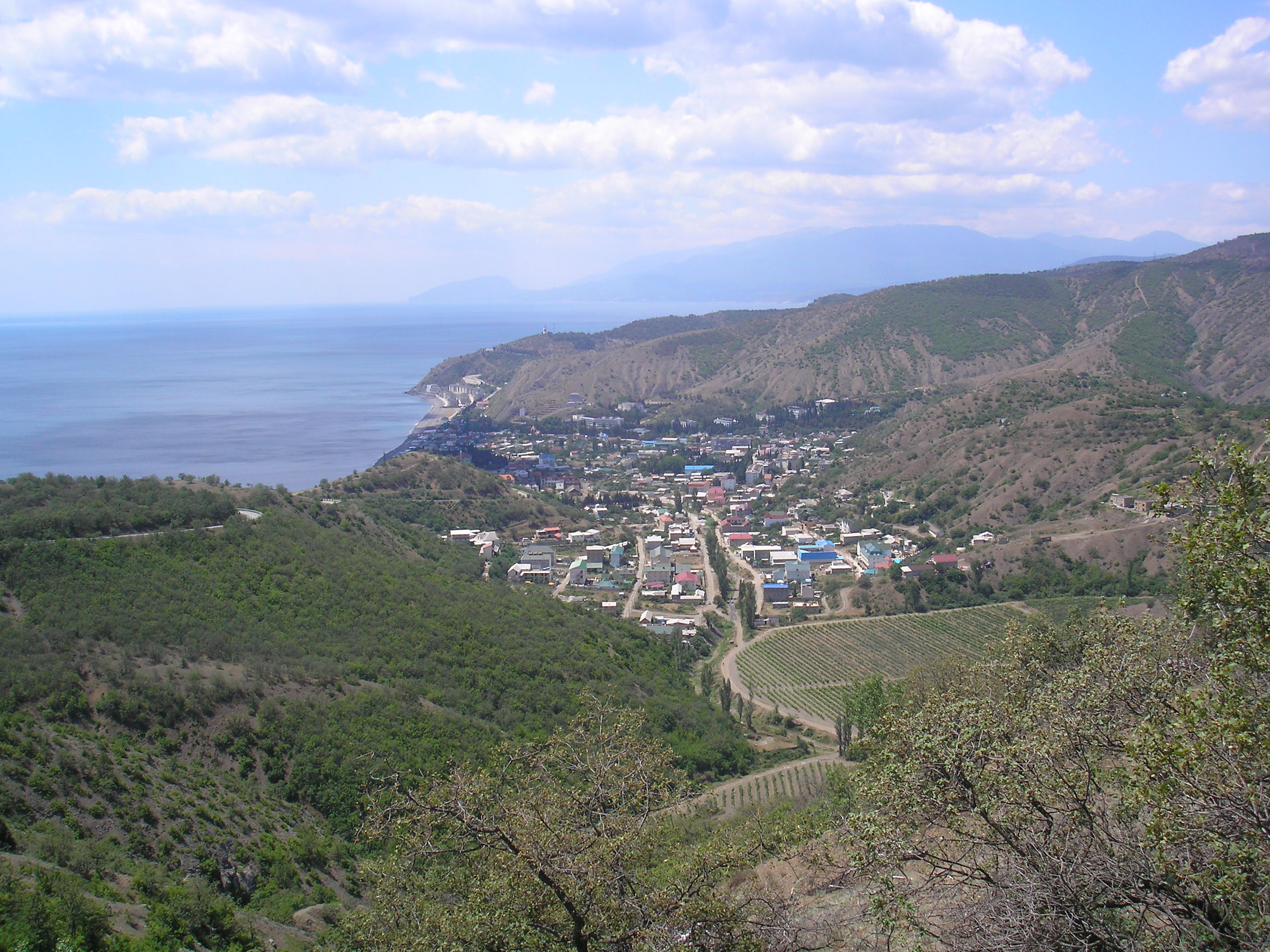
Юго-западные склоны Янтуру - вид на Рыбачье
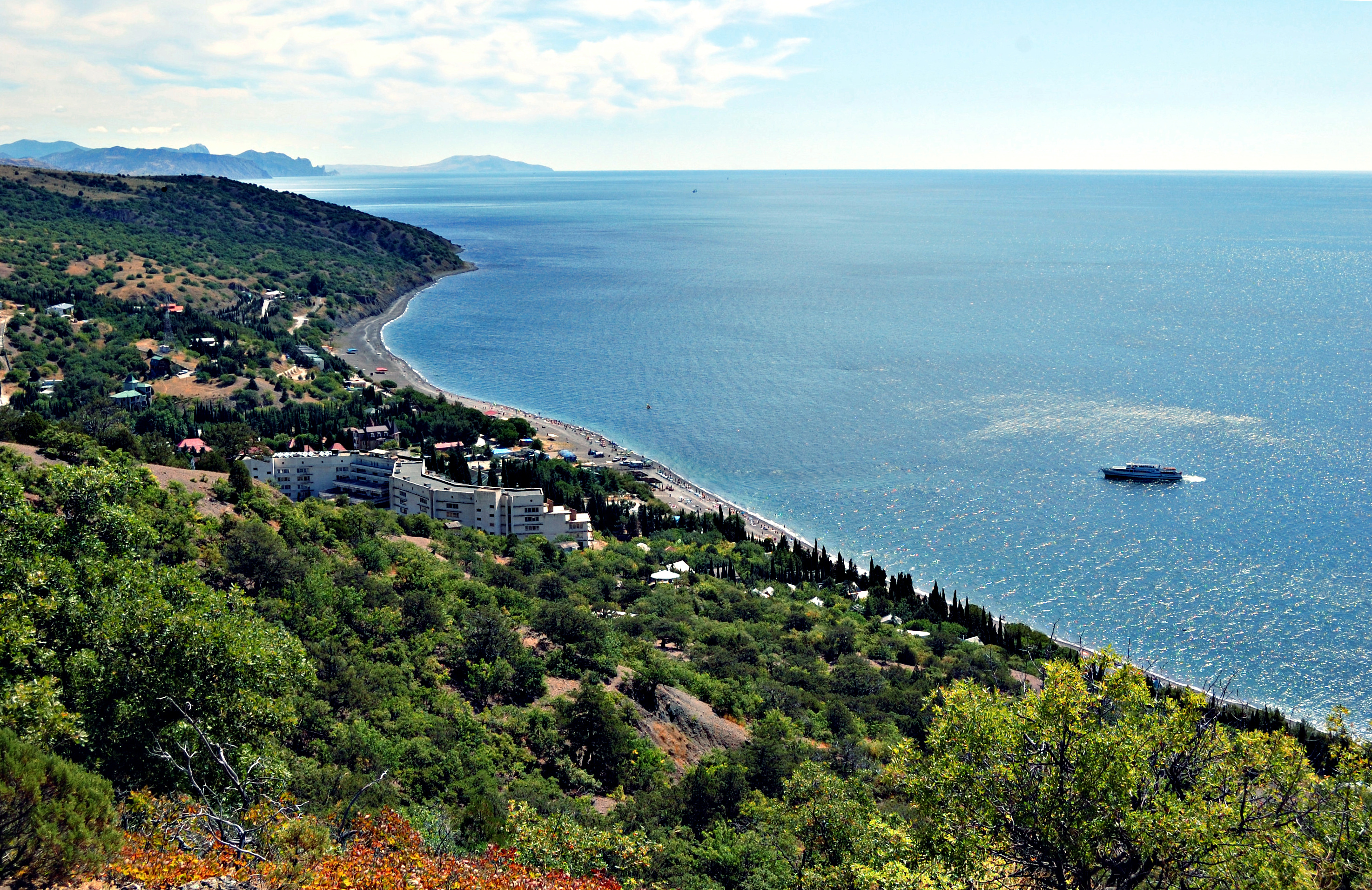
Юго-восточные склоны Янтуру - заказник Канака
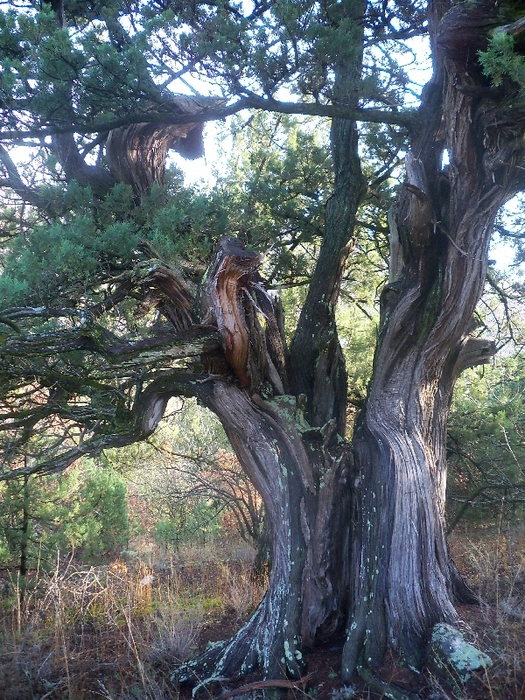
1400-летний можжевельник в заказнике Канака
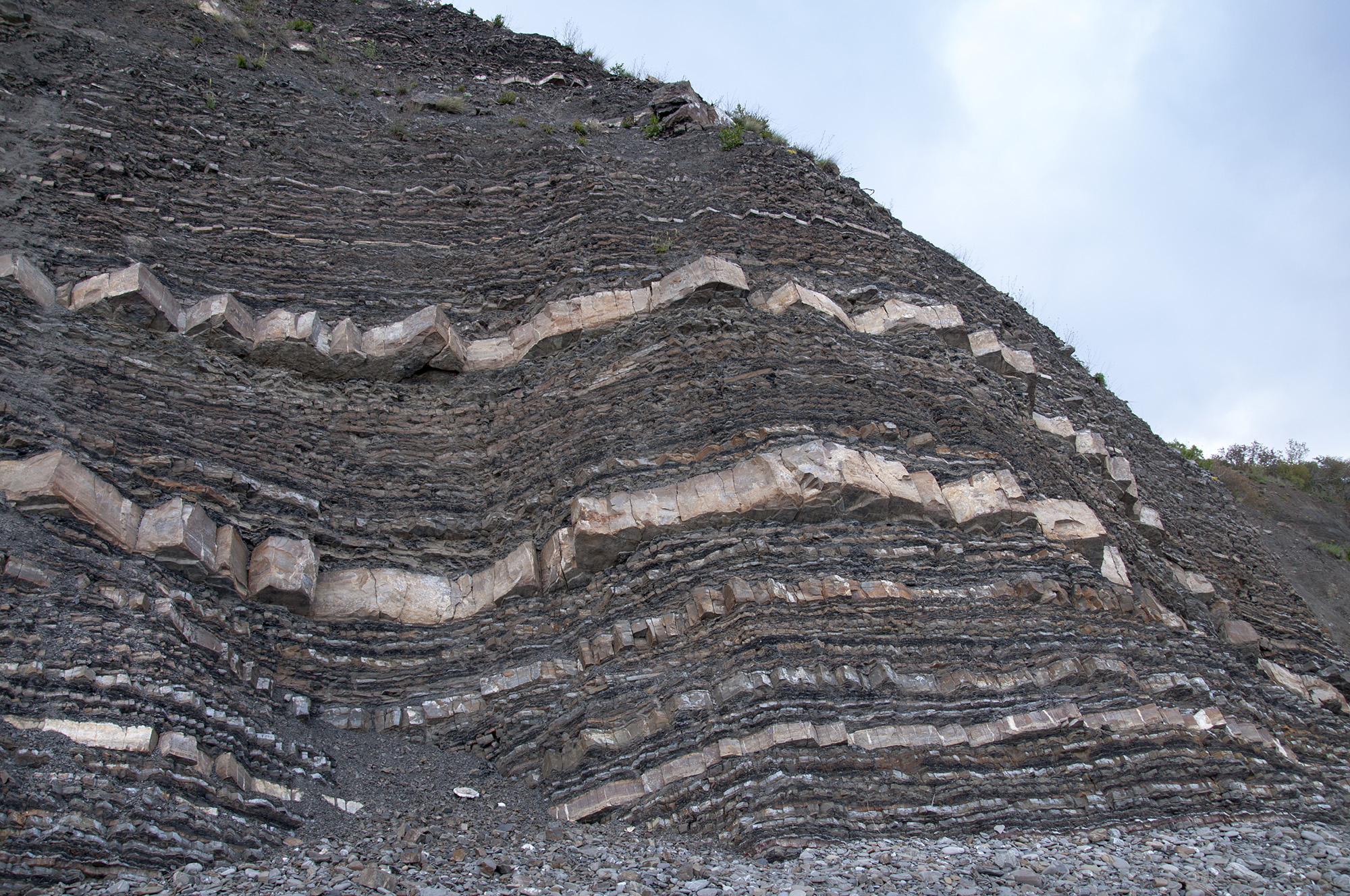
Прибрежные обнажения геологических пород